# Obiekty z listy światowego dziedzictwa UNESCO w Afryce
Poniżej przedstawiono listę obiektów z listy światowego dziedzictwa UNESCO, położone w Afryce. Listę uporządkowano alfabetycznie według państw.
Oznaczenia na liście: P – kryterium przyrodnicze, K – kryterium kulturowe.

## Algieria(7)
| Zdjęcie | Nazwa                                                               | Typ  | Data wpisu |
| ------- | ------------------------------------------------------------------- | ---- | ---------- |
|         | Ruiny miasta Kalat Bani Hammad                                      | K    | 1980       |
|         | Prehistoryczne malowidła i „skalny las” w grotach Tasili Wan Ahdżar | K, P | 1982       |
|         | Osiedla Berberów w regionie Mzab                                    | K    | 1982       |
|         | Ruiny rzymskiego miasta w Dżamili                                   | K    | 1982       |
|         | Zabytki z czasów bizantyjskich w Tipasie (zagrożone)                | K    | 1982       |
|         | Ruiny rzymskiego miasta w Timgadzie                                 | K    | 1982       |
|         | Stare Miasto (kasba) w Algierze                                     | K    | 1992       |

## Angola(1)
| Zdjęcie | Nazwa                                                | Typ | Data wpisu |
| ------- | ---------------------------------------------------- | --- | ---------- |
|         | M’banza-Kongo – ślady dawnej stolicy Królestwa Kongo | K   | 2017       |

## Benin(3)
| Zdjęcie | Nazwa                                                     | Typ | Data wpisu |
| ------- | --------------------------------------------------------- | --- | ---------- |
|         | Królewskie pałace Abomeyu                                 | K   | 1985       |
|         | Zespół W-Arly-Pendjari (wspólnie z Burkina Faso i Nigrem) | P   | 2017       |
|         | Koutammakou, kraina Batammariba (wspólnie z Togo)         | K   | 2004, 2023 |

## Botswana(2)
| Zdjęcie | Nazwa                                                    | Typ | Data wpisu |
| ------- | -------------------------------------------------------- | --- | ---------- |
|         | Malowidła prehistoryczne w Tsodilo (tzw. „Luwr Pustyni”) | K   | 2001       |
|         | Delta Okawango                                           | P   | 2014       |

## Burkina Faso(4)
| Zdjęcie | Nazwa                                                    | Typ | Data wpisu |
| ------- | -------------------------------------------------------- | --- | ---------- |
|         | ruiny Loropéni                                           | K   | 2009       |
|         | Zespół W-Arly-Pendjari (wspólnie z Beninem i Nigrem)     | P   | 2017       |
|         | Stanowiska starożytnej metalurgii żelaza w Burkinie Faso | K   | 2019       |
|         | Dwór królewski w Tiébélé                                 | K   | 2024       |

## Czad(2)
| Zdjęcie | Nazwa                                         | Typ | Data wpisu |
| ------- | --------------------------------------------- | --- | ---------- |
|         | Jeziora Ounianga                              | P   | 2012       |
|         | Masyw Ennedi: krajobraz naturalny i kulturowy | K,P | 2016       |

## Demokratyczna Republika Konga(5)
| Zdjęcie | Nazwa                                         | Typ | Data wpisu |
| ------- | --------------------------------------------- | --- | ---------- |
|         | Park Narodowy Wirunga (zagrożone)             | P   | 1979       |
|         | Park Narodowy Garamba (zagrożone)             | P   | 1980       |
|         | Park Narodowy Kahuzi-Biéga (zagrożone)        | P   | 1980       |
|         | Park Narodowy Salonga                         | P   | 1984       |
|         | Park Narodowy Okapi w Lesie Ituri (zagrożone) | P   | 1996       |

## Egipt(7)
| Zdjęcie | Nazwa                                                              | Typ | Data wpisu |
| ------- | ------------------------------------------------------------------ | --- | ---------- |
|         | Memfis wraz z nekropolią oraz strefy piramid od Gizy do Dahszur    | K   | 1979       |
|         | Starożytne Teby z nekropolią                                       | K   | 1979       |
|         | Zabytki Nubii od Abu Simbel do File                                | K   | 1979       |
|         | Muzułmański Kair                                                   | K   | 1979       |
|         | Abu Mena (zagrożone)                                               | K   | 1979       |
|         | Klasztor Świętej Katarzyny u podnóża góry Synaj i okolice (w Azji) | K   | 2002       |
|         | Wadi al-Hitan (Dolina Wielorybów)                                  | P   | 2005       |

## Erytrea(1)
| Zdjęcie | Nazwa                                 | Typ | Data wpisu |
| ------- | ------------------------------------- | --- | ---------- |
|         | Asmara – modernistyczne miasto Afryki | K   | 2017       |

## Etiopia(12)
| Zdjęcie | Nazwa                                                                                               | Typ | Data wpisu |
| ------- | --------------------------------------------------------------------------------------------------- | --- | ---------- |
|         | Park Narodowy Semien                                                                                | P   | 1978       |
|         | Kościoły skalne w Lalibeli                                                                          | K   | 1978       |
|         | Warowne miasto Fasil Ghebbi                                                                         | K   | 1979       |
|         | Dolina rzeki Auasz                                                                                  | K   | 1980       |
|         | Stanowisko archeologiczne Tyja                                                                      | K   | 1980       |
|         | Ruiny miasta Aksum                                                                                  | K   | 1980       |
|         | Dolina rzeki Omo                                                                                    | K   | 1980       |
|         | Ufortyfikowane miasto Harar Jugol                                                                   | K   | 2006       |
|         | Krajobraz kulturowy Konso                                                                           | K   | 2011       |
|         | Park Narodowy Bale                                                                                  | P   | 2023       |
|         | Krajobraz kulturowy Gedeo                                                                           | K   | 2023       |
|         | Melka Kunture i Balchit: stanowiska archeologiczne i paleontologiczne na wyżynnych terenach Etiopii | K   | 2024       |

## Reunion(departament zamorski Francji)
Zobacz: Francja

## Gabon(2)
| Zdjęcie | Nazwa                                       | Typ  | Data wpisu |
| ------- | ------------------------------------------- | ---- | ---------- |
|         | Ekosystem i krajobraz kulturowy Lopé-Okanda | K, P | 2007       |
|         | Park Narodowy Ivindo                        | P    | 2021       |

## Gambia(2)
| Zdjęcie | Nazwa                                                                | Typ | Data wpisu |
| ------- | -------------------------------------------------------------------- | --- | ---------- |
|         | Kunta Kinteh Island i obiekty związane (m.in. Albreda i Fort Bullen) | K   | 2003       |
|         | Kamienne kręgi Senegambii (z Senegalem)                              | K   | 2006       |

## Ghana(2)
| Zdjęcie | Nazwa | Typ | Data wpisu |
| ------- | --- | --- | ---------- |
|         | Forty i faktorie wzdłuż brzegów Wolty, w okolicach Akry oraz w Ghanie środkowej i zachodniej (cztery zamki, 15 fortów, 10 obiektów w stanie ruiny, m.in. Fort São Tiago, San Antonio de Axim i San Sebastian) | K   | 1979       |
|         | Tradycyjne budownictwo Aszantów | K   | 1980       |

## Gwinea(1)
| Zdjęcie | Nazwa                                                                                 | Typ | Data wpisu |
| ------- | ------------------------------------------------------------------------------------- | --- | ---------- |
|         | Rezerwat przyrody okolic gór Nimba (zagrożone) – wspólnie z Wybrzeżem Kości Słoniowej | P   | 1981, 1982 |

## Gwinea-Bissau(1)
| Zdjęcie | Nazwa                                                              | Typ | Data wpisu |
| ------- | ------------------------------------------------------------------ | --- | ---------- |
|         | Ekosystemy przybrzeżne i morskie archipelagu Bijagós - Omatí Minhô | P   | 2025       |

## Kamerun(3)
| Zdjęcie | Nazwa                                                                              | Typ | Data wpisu |
| ------- | ---------------------------------------------------------------------------------- | --- | ---------- |
|         | rezerwat fauny Dja                                                                 | P   | 1987       |
|         | Obszar chroniony dorzecza Sangha (wspólnie z Kongo i Republiką Środkowoafrykańską) | P   | 2012       |
|         | Krajobraz kulturowy Diy-Gid-Biy gór Mandara                                        | K   | 2025       |

## Kenia(8)
| Zdjęcie | Nazwa                                               | Typ | Data wpisu |
| ------- | --------------------------------------------------- | --- | ---------- |
|         | Park Narodowy Góry Kenia                            | P   | 1997, 2013 |
|         | Parki Narodowe Jeziora Turkana (zagrożone)          | P   | 1997       |
|         | Zabytkowe miasto Lamu                               | K   | 2001       |
|         | Święte gaje kaya ludu Mijikenda                     | K   | 2008       |
|         | Kenijski system jezior Wielkiego Rowu Afrykańskiego | P   | 2011       |
|         | Fort Jesus w Mombasie                               | K   | 2011       |
|         | Stanowisko archeologiczne Thimlich Ohinga           | K   | 2018       |
|         | Historyczne miasto i stanowisko archeologiczne Gedi | K   | 2024       |

## Kongo(2)
| Zdjęcie | Nazwa                                                                                  | Typ | Data wpisu |
| ------- | -------------------------------------------------------------------------------------- | --- | ---------- |
|         | Obszar chroniony dorzecza Sangha (wspólnie z Kamerunem i Republiką Środkowoafrykańską) | P   | 2012       |
|         | Masyw leśny Odzala-Kokoua                                                              | P   | 2023       |

## Lesotho(1)
| Zdjęcie | Nazwa                                    | Typ  | Data wpisu |
| ------- | ---------------------------------------- | ---- | ---------- |
|         | Park Maloti-Drakensberg (wspólnie z RPA) | K, P | 2013       |

## Libia(5)
| Zdjęcie | Nazwa                                                   | Typ | Data wpisu |
| ------- | ------------------------------------------------------- | --- | ---------- |
|         | Leptis Magna – stanowisko archeologiczne (zagrożone)    | K   | 1982       |
|         | Sabrata – stanowisko archeologiczne (zagrożone)         | K   | 1982       |
|         | Cyrena – tereny wykopalisk archeologicznych (zagrożone) | K   | 1982       |
|         | Zabytki sztuki naskalnej w Tadrart Akakus (zagrożone)   | K   | 1985       |
|         | Zabytkowe miasto Ghadamis (zagrożone)                   | K   | 1985       |

## Madagaskar(3)
| Zdjęcie | Nazwa                                      | Typ | Data wpisu |
| ------- | ------------------------------------------ | --- | ---------- |
|         | Lasy kserofityczne Andrefany               | P   | 1990, 2023 |
|         | Wzgórze królewskie Ambohimanga (zagrożone) | K   | 2001       |
|         | Lasy deszczowe Atsinanana (zagrożone)      | P   | 2007       |

## Madera(region autonomiczny Portugalii)
Zobacz: Portugalia

## Malawi(3)
| Zdjęcie | Nazwa                            | Typ | Data wpisu |
| ------- | -------------------------------- | --- | ---------- |
|         | Park Narodowy Jeziora Malawi     | P   | 1984       |
|         | Sztuka naskalna w Chongoni       | K   | 2006       |
|         | Krajobraz kulturowy góry Mlandżi | K   | 2025       |

## Mali(4)
| Zdjęcie | Nazwa                             | Typ | Data wpisu |
| ------- | --------------------------------- | --- | ---------- |
|         | Stare miasto w Dżenne (zagrożone) | K   | 1988       |
|         | Timbuktu (zagrożone)              | K   | 1988       |
|         | Uskok Bandiagara (Kraj Dogonów)   | P   | 1989       |
|         | Grobowiec Askii w Gao (zagrożone) | K   | 2004       |

## Maroko(9)
| Zdjęcie | Nazwa                                           | Typ | Data wpisu |
| ------- | ----------------------------------------------- | --- | ---------- |
|         | Medyna w Fezie                                  | K   | 1981       |
|         | Medyna w Marrakeszu                             | K   | 1985       |
|         | Ksar w Ajt Bin Haddu                            | K   | 1987       |
|         | Zabytkowe miasto Meknes                         | K   | 1996       |
|         | Stanowisko archeologiczne w Volubilis           | K   | 1997       |
|         | Medyna w Tetuanie (dawne Titawin)               | K   | 1997       |
|         | Medyna w As-Suwajrze (dawny Mogador)            | K   | 2001       |
|         | Portugalskie miasto Mazagan (część Al-Dżadidy)  | K   | 2004       |
|         | Rabat – nowoczesna stolica i historyczne miasto | K   | 2012       |

## Mauretania(2)
| Zdjęcie | Nazwa                                                | Typ | Data wpisu |
| ------- | ---------------------------------------------------- | --- | ---------- |
|         | Park Narodowy Banc d’Arguin                          | P   | 1989       |
|         | Stare ksary w Wadanie, Szinkicie, Tiszicie i Walacie | K   | 1996       |

## Mauritius(2)
| Zdjęcie | Nazwa                               | Typ | Data wpisu |
| ------- | ----------------------------------- | --- | ---------- |
|         | Budynki Aapravasi Ghat w Port Louis | K   | 2006       |
|         | Krajobraz kulturowy Le Morne        | K   | 2008       |

## Mozambik(2)
| Zdjęcie | Nazwa                                                             | Typ | Data wpisu |
| ------- | ----------------------------------------------------------------- | --- | ---------- |
|         | Wyspa Mozambik z dawną portugalską faktorią handlową              | K   | 1991       |
|         | iSimangaliso Wetland Park - Park Narodowy Maputo (wspólnie z RPA) | P   | 1999, 2025 |

## Namibia(2)
| Zdjęcie | Nazwa              | Typ | Data wpisu |
| ------- | ------------------ | --- | ---------- |
|         | Twyfelfontein      | K   | 2007       |
|         | Morze Piasku Namib | P   | 2013       |

## Niger(3)
| Zdjęcie | Nazwa                                                      | Typ | Data wpisu |
| ------- | ---------------------------------------------------------- | --- | ---------- |
|         | Rezerwat przyrody Aïr i Ténéré (zagrożone)                 | P   | 1991       |
|         | Zespół W-Arly-Pendjari (wspólnie z Burkina Faso i Beninem) | P   | 1996, 2017 |
|         | Historyczne centrum Agadezu                                | K   | 2013       |

## Nigeria(2)
| Zdjęcie | Nazwa                             | Typ | Data wpisu |
| ------- | --------------------------------- | --- | ---------- |
|         | Krajobraz kulturowy Sukur         | K   | 1999       |
|         | Święty Gaj Bogini Oshun w Oshogbo | K   | 2005       |

## Południowa Afryka(12)
| Zdjęcie | Nazwa                                                                                                   | Typ  | Data wpisu |
| ------- | --- | ---- | ---------- |
|         | iSimangaliso Wetland Park - Park Narodowy Maputo (wspólnie z Mozambikiem)                               | P    | 1999, 2025 |
|         | Stanowiska archeologiczne człowiekowatych w Sterkfontein, Swartkrans, Kromdraai i okolicach             | K    | 1999, 2005 |
|         | Wyspa Robben                                                                                            | K    | 1999       |
|         | Park Maloti-Drakensberg (wspólnie z Lesotho)                                                            | K, P | 2000, 2013 |
|         | Krajobraz kulturowy Mapungubwe                                                                          | K    | 2003       |
|         | Obszar chroniony regionu Cape Floral                                                                    | P    | 2004, 2015 |
|         | Krater Vredefort                                                                                        | P    | 2007       |
|         | Krajobraz kulturowy i botaniczny Richtersveld                                                           | K    | 2007       |
|         | Krajobraz kulturowy ǂKhomani                                                                            | K    | 2017       |
|         | Góry Barberton Makhonjwa                                                                                | P    | 2018       |
|         | Początki nowoczesnych ludzkich zachowań: stanowiska osadnicze z okresu plejstocenu w Afryce Południowej | K    | 2024       |
|         | Prawa człowieka, wyzwolenie i pojednanie: miejsca związane ze spuścizną Nelsona Mandeli                 | K    | 2024       |

## Republika Środkowoafrykańska(2)
| Zdjęcie | Nazwa                                                           | Typ | Data wpisu |
| ------- | --------------------------------------------------------------- | --- | ---------- |
|         | Park Narodowy Manovo-Gounda St. Floris (zagrożone)              | P   | 1988       |
|         | Obszar chroniony dorzecza Sangha (wspólnie z Kamerunem i Kongo) | P   | 2012       |

## Republika Zielonego Przylądka(1)
| Zdjęcie | Nazwa                                             | Typ | Data wpisu |
| ------- | ------------------------------------------------- | --- | ---------- |
|         | Cidade Velha – historyczne centrum Ribeira Grande | K   | 2009       |

## Rwanda(2)
| Zdjęcie | Nazwa                                                            | Typ | Data wpisu |
| ------- | ---------------------------------------------------------------- | --- | ---------- |
|         | Park Narodowy Lasu Nyungwe                                       | P   | 2023       |
|         | Miejsca pamięci ludobójstwa: Nyamata, Murambi, Gisozi i Bisesero | K   | 2023       |

## Senegal(7)
| Zdjęcie | Nazwa                                                    | Typ | Data wpisu |
| ------- | -------------------------------------------------------- | --- | ---------- |
|         | Wyspa Gorée                                              | K   | 1978       |
|         | Park Narodowy Niokolo-Koba (zagrożone)                   | P   | 1981       |
|         | Park Narodowy Oiseaux du Djoudj                          | P   | 1981       |
|         | Historyczne centrum Saint Louis                          | P   | 2000       |
|         | Kamienne kręgi Senegambii (z Gambią)                     | P   | 2006       |
|         | Delta du Saloum                                          | K   | 2011       |
|         | Kraj Bassari – krajobraz kulturowy Bassari, Fula i Bedik | K   | 2012       |

## Seszele(2)
| Zdjęcie | Nazwa                        | Typ | Data wpisu |
| ------- | ---------------------------- | --- | ---------- |
|         | Atol Aldabra                 | P   | 1982       |
|         | Rezerwat przyrody Doliny Mai | P   | 1983       |

## Sierra Leone(1)
| Zdjęcie | Nazwa               | Typ | Data wpisu |
| ------- | ------------------- | --- | ---------- |
|         | Kompleks Gola-Tiwai | P   | 2025       |

## Sudan(3)
| Zdjęcie | Nazwa                                                                               | Typ | Data wpisu |
| ------- | ----------------------------------------------------------------------------------- | --- | ---------- |
|         | Dżabal Barkal oraz zespoły regionu Napata                                           | K   | 2003       |
|         | Stanowiska archeologiczne wyspy Meroe                                               | K   | 2011       |
|         | Morski Park Narodowy Sanganeb i Morski Park Narodowy Dungonab Bay – Mukawwar Island | P   | 2016       |

## Święta Helena(kolonia brytyjska) (1)
| Zdjęcie | Nazwa                                                                           | Typ | Data wpisu |
| ------- | ------------------------------------------------------------------------------- | --- | ---------- |
|         | Rezerwat przyrody na Wyspie Gough – ptactwo morskie i endemiczne gatunki roślin | P   | 1995       |

## Tanzania(7)
| Zdjęcie | Nazwa                                        | Typ | Data wpisu |
| ------- | -------------------------------------------- | --- | ---------- |
|         | Rezerwat Ngorongoro                          | K,P | 1979,2010  |
|         | Ruiny Kilwa Kisiwani i Songo Mnara           | K   | 1981       |
|         | Park Narodowy Serengeti                      | P   | 1981       |
|         | Rezerwat zwierzyny łownej Selous (zagrożone) | P   | 1982       |
|         | Park Narodowy Kilimandżaro                   | P   | 1987       |
|         | Kamienne Miasto Zanzibaru                    | K   | 2000       |
|         | Malowidła naskalne w Kondoa                  | K   | 2006       |

## Togo(1)
| Zdjęcie | Nazwa                                                | Typ | Data wpisu |
| ------- | ---------------------------------------------------- | --- | ---------- |
|         | Koutammakou, kraina Batammariba (wspólnie z Beninem) | K   | 2004, 2023 |

## Tunezja(9)
| Zdjęcie | Nazwa                                                           | Typ | Data wpisu |
| ------- | --------------------------------------------------------------- | --- | ---------- |
|         | Medyna w Tunisie                                                | K   | 1979       |
|         | Kartagina – stanowisko archeologiczne                           | K   | 1979       |
|         | Amfiteatr w Al-Dżamm                                            | K   | 1979       |
|         | Park Narodowy Aszkal                                            | P   | 1980       |
|         | Miasto punickie Karkawan z nekropolą                            | K   | 1985, 1986 |
|         | Medyna w Susie                                                  | P   | 1988       |
|         | Kairuan                                                         | P   | 1988       |
|         | Dugga (Thugga)                                                  | P   | 1997       |
|         | Dżerba: świadectwo wzorca osadniczego na wyspiarskim terytorium | K   | 2023       |

## Uganda(3)
| Zdjęcie | Nazwa                            | Typ | Data wpisu |
| ------- | -------------------------------- | --- | ---------- |
|         | Park Narodowy Rwenzori Mountains | P   | 1994       |
|         | Nieprzenikniony Las Bwindi       | P   | 1994       |
|         | Kasubi – groby królów Bugandy    | K   | 2001       |

## Wybrzeże Kości Słoniowej(5)
| Zdjęcie | Nazwa                                                              | Typ | Data wpisu |
| ------- | ------------------------------------------------------------------ | --- | ---------- |
|         | Rezerwat przyrody okolic gór Nimba (zagrożone) – wspólnie z Gwineą | P   | 1981, 1982 |
|         | Park Narodowy Taï (zagrożone)                                      | P   | 1982       |
|         | Park Narodowy Komoé                                                | P   | 1983       |
|         | Historyczne miasto Grand Bassam                                    | K   | 2012       |
|         | Meczety w stylu sudańskim w północnym Wybrzeżu Kości Słoniowej     | K   | 2021       |

## Wyspy Kanaryjskie(wspólnota autonomiczna Hiszpanii)
Zobacz: Hiszpania

## Zambia(1)
| Zdjęcie | Nazwa                                    | Typ | Data wpisu |
| ------- | ---------------------------------------- | --- | ---------- |
|         | Wodospady Wiktorii – wspólnie z Zimbabwe | P   | 1989       |

## Zimbabwe(5)
| Zdjęcie | Nazwa                                                  | Typ | Data wpisu |
| ------- | ------------------------------------------------------ | --- | ---------- |
|         | Park Narodowy Mana Pools, strefy safari Sapi i Chewore | P   | 1984       |
|         | Zespół zabytkowy Wielkiego Zimbabwe                    | K   | 1986       |
|         | Ruiny Khami                                            | K   | 1986       |
|         | Wodospady Wiktorii – wspólnie z Zambią                 | P   | 1989       |
|         | Matopo Hills                                           | K   | 2003       |